# Ceradenia clavipila
Ceradenia clavipila là một loài dương xỉ trong họ Polypodiaceae. Loài này được L.E. Bishop ex M. Kessler & A.R. Sm. mô tả khoa học đầu tiên năm 2008.